# 中國—愛爾蘭關係
中国—愛爾蘭關係（英語：PRC–Ireland relations），是指歷史上的中國和愛爾蘭（包括現在中華人民共和國與愛爾蘭）之間的雙邊關係。愛爾蘭長老會曾在1869年至1951年間在中國從事傳教工作，但兩國直至1979年6月22日中華人民共和國與愛爾蘭建交為止都沒有官方往來。2014年，中國大陸為愛爾蘭在亞洲的最大進口來源地。

## 歷史

### 1949年前
愛爾蘭長老會曾在1869年至1951年間派出傳教士到中國傳教，其中傳教士倪斐德一生中大部份時間均在當時的奉天省法庫居住，直至1942年4月他被滿洲國驅逐出境為止。在法庫居住期間，倪斐德曾經在當地開辦教會、開辦學校及培育傳教士，並且曾經協助瀋陽基督教會內的抗日人士向李頓調查團提交秘密報告指證日本侵略中國東北。

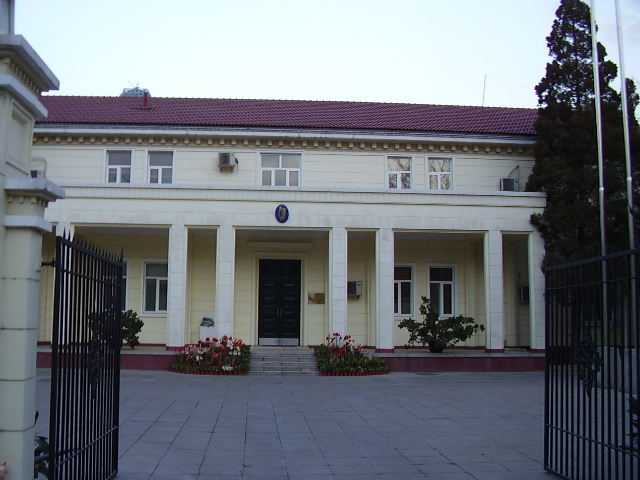
愛爾蘭駐華大使館

除北愛爾蘭六郡以外的愛爾蘭在1922年脫離英國獨立，但當時的中華民國並沒有與愛爾蘭建交。儘管當時愛爾蘭與中國的外交往來不多，但愛爾蘭領導人埃蒙·德瓦萊拉曾在1932年國際聯盟中一次演講中譴責了日本侵犯中國主權。

### 1949年后

#### 建交至2013年
直至1979年6月22日，中華人民共和國代理常駐聯合國代表賴亞力和愛爾蘭常駐聯合國代表保羅·約·傑·基廷在紐約簽訂《中國和愛爾蘭建立外交關係的聯合公報》後，中國才與獨立後的愛爾蘭建立官方外交關係。
1998年，愛爾蘭總理伯蒂·埃亨訪華，成為首位訪華的愛爾蘭總理。埃亨回國後，在其「亞洲戰略」中亦視中國為重點合作夥伴。2005年埃亨再度訪華後，更在其第二次「亞洲戰略」中將中國視為愛爾蘭在亞洲的首要合作夥伴。2001年9月，中華人民共和國國務院總理朱鎔基訪問愛爾蘭，成為首位訪問愛爾蘭的中國政府首腦。2003年10月，愛爾蘭總統瑪麗·麥亞烈斯訪華，成為首位訪華的愛爾蘭總統。
2012年3月愛爾蘭總理恩達·肯尼訪華期間，中華人民共和國與愛爾蘭簽訂《关于建立中爱互惠战略伙伴关系的联合声明》，兩國建立互惠战略伙伴关系。

#### 2013-2020年
2015年5月17日下午，国务院总理李克强过境访问爱尔兰，在香农同爱尔兰总理肯尼举行会谈。会谈后，两国总理共同见证了双方便利人员往来、农业等领域合作文件的签署，并共同会见记者，随后参观了位于香农的加维农场。
2017年6月28日，中国银行都柏林分行28日举行开业庆典，成为首家进入爱尔兰的中资商业银行。
2018年6月12日，海南航空正式开通中国大陆首条直飞爱尔兰和苏格兰的航线。此次开通的两条航线为北京至爱丁堡至都柏林至北京、北京至都柏林至爱丁堡至北京。
2018年10月25日，爱尔兰众议院议长欧法雷尔致信全体议员，要求全体议员恪守“一个中国”政策，指出同台湾交往损害中爱关系发展和爱自身利益。。
2019年3月27日，爱尔兰财政国务部长迈克尔·达西在都柏林表示，中国对于爱尔兰建立专业国际金融服务中心具有重要战略意义。达西还称，现在全球60%以上的商用租赁飞机来自在爱尔兰注册的飞机租赁公司，工银租赁等中国企业为巩固和发展爱尔兰的国际航空金融中心地位发挥了重要作用。
2019年6月12日至18日，中国人权研究会会长向巴平措率中国人权研究会代表团访问德国、爱尔兰，与两国议会和外交部官员、智库和高校领导人及专家学者等进行了广泛交流。爱尔兰外交部亚太司司长马韦指出，曾经遭受压迫的爱尔兰理解被外界指手画脚的感受，国与国应该通过平等对话达成共识。

#### 2020年至今
2022年4月9日，爱尔兰按2017年发布的未来10年外语教学战略，首次将中文纳入高考外语选考科目。据《爱尔兰时报》报道，爱尔兰全国约有100人将参加当年高考的中文考试。
2023年2月14日，爱尔兰司法部发表声明，宣布停止针对非欧盟公民的“黄金签证”项目，2月15日后将不再接受此类签证申请。《环球时报》记者引述资深移民专家的评论称，爱尔兰停止“黄金签证”项目受多方面影响，包括爱尔兰国内政治、欧盟压力等。中国申请人数的增长也是爱尔兰和欧盟考虑的因素。据《爱尔兰时报》报道，由于中国申请者数量很多，爱尔兰司法部官员去年就曾建议暂停受理新的申请。
2024年01月17日，中国国务院总理李强访爱尔兰，并在都柏林与爱尔兰总理瓦拉德卡举行会谈，期间李强宣布中方将给予爱尔兰单方面免签待遇。

## 經貿關係
- 中国大陸到愛爾蘭的出口貿易[19]
- 愛爾蘭到中国大陸的出口貿易[20]

根據經濟複雜性研究中心網站上的數據，中國大陸對愛爾蘭出口額在1995年至2007年間一直上升，至2007年時出口額更超過60億美元，2008年時出口額開始下跌，至2011年才回升。機械在中國大陸出口至愛爾蘭的商品中佔很大比重。而愛爾蘭出口至中國大陸的出口額在1995年至2014年間呈上升趨勢，2013年時出口額更達35億美元。愛爾蘭主要向中國出口機械，但自1997年開始，化工產品佔出口產品比例亦逐漸上升。2014年，中國大陸亦為愛爾蘭在亞洲最大的進口來源地。
1989年起，愛爾蘭開始在中國大陸投資。直至2011年年底，共有110多家愛爾蘭企業在中國大陸開展業務，並在中國大陸投資了241項項目，投資6.41億美元。中國大陸在愛爾蘭投資總額則為1.48億美元。2020年中国成为爱尔兰猪肉第一大出口市场。
自2012年中国和爱尔兰建立互惠战略伙伴关系以来，两国双边贸易投资增长迅速，中国已经成为爱尔兰在亚洲最大的贸易伙伴。2021年中爱两国双边货物贸易额达229.5亿美元，同比增长27.2%；其中，中国对爱尔兰出口53.2亿美元，同比增长33.2%；爱尔兰对中国出口176.3亿美元，同比增长25.5%。中国对爱尔兰出口的主要商品是机电产品和轻工产品，爱尔兰对出口的主要商品是机电产品、化学品、药品和食品等。
投资方面，截至2020年底，爱尔兰在中国累计设立投资企业501家，累计实际投资额27.3亿美元。爱尔兰在中国投资企业主要从事食品、饮料和建筑材料生产等行业。包括奥努阿（Ornua）、凯爱瑞（Kerry Group）、哥兰比亚（Glanbia）和老城堡(CRH)等爱尔兰企业在中国设有工厂及研发中心。截至2020年底中国企业在爱尔兰新增投资6760万美元。中国在爱尔兰的投资企业主要从事航空租赁、电子科技、食品等行业。

## 文化關係

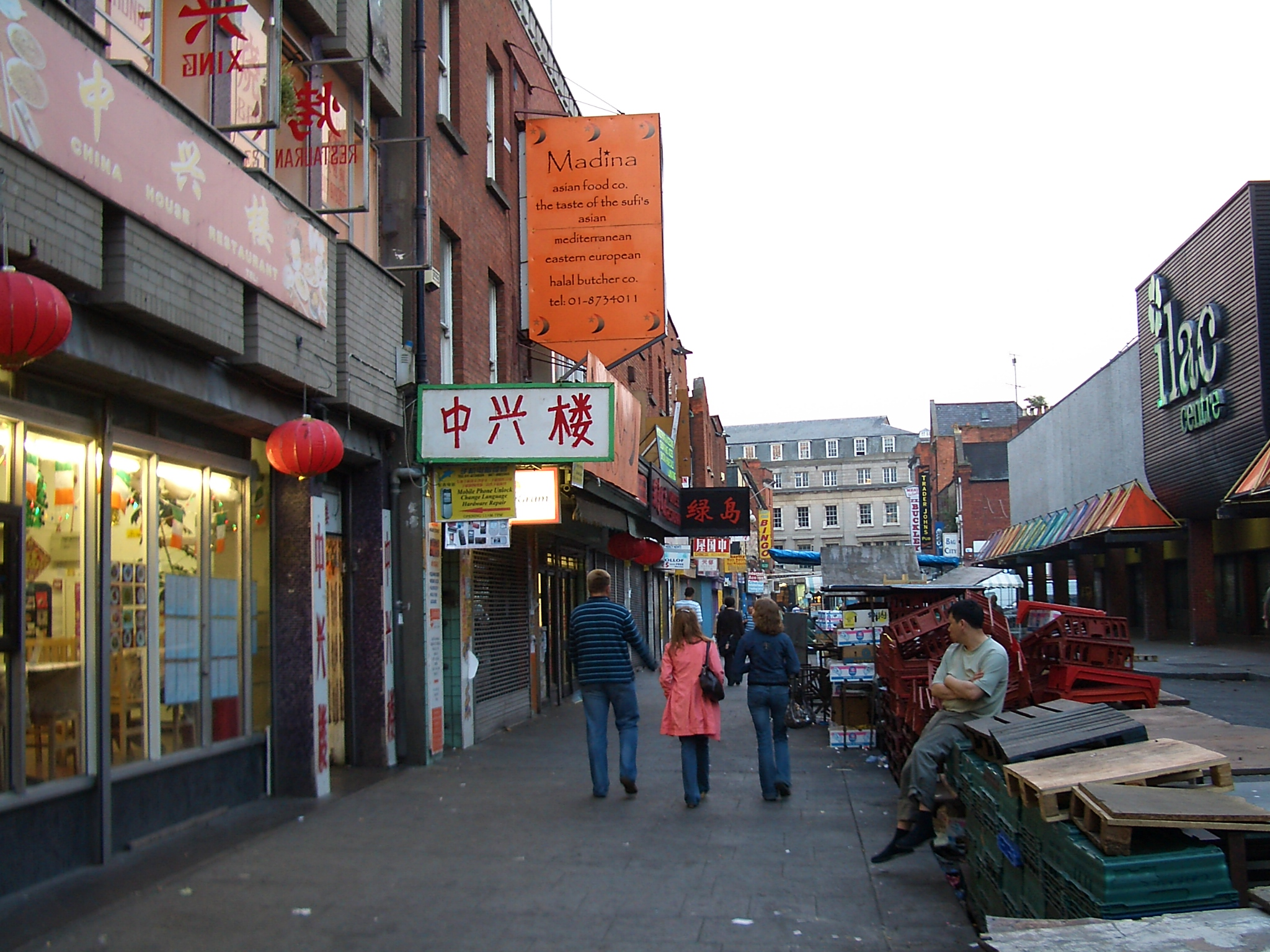
愛爾蘭都柏林茅街，是都柏林外籍移民的聚集区，有多间中国商店，此外帕奈尔街也有许多中餐馆与中国超市

2004年5月，愛爾蘭艺术、体育和旅游部长约翰·奥多诺休訪華，並為愛爾蘭文化節主持開幕儀式。同年10月，中華人民共和國文化部副部長周和平訪問愛爾蘭，並主持中國文化節的開幕儀式。2008年時，中國北京曾舉辦愛爾蘭文化週。2016年3月16日，為響應愛爾蘭駐華大使館和愛爾蘭旅遊局的「绿动全球」運動，並響應翌日的圣帕特里克节，中國北京八達嶺長城、上海靜安香格里拉大酒店和廣州塔點亮綠色燈光，以示慶祝。
2003年，在愛爾蘭的中國大陸留學生達3萬人。其後愛爾蘭政府收緊留學生簽證政策，但仍有1.5萬名中國大陸留學生在愛爾蘭留學。2022年起，爱尔兰政府将中文纳入高考外语选考科目。而在中國大陸留學的愛爾蘭留學生則有約300人。中華人民共和國政府亦在爱尔兰国立大学的都柏林学院和科克学院設立孔子學院。

## 外部連結
- 中華人民共和國駐愛爾蘭大使館官方網站（简体中文）（英文）
  - 中華人民共和國駐愛爾蘭大使館經濟商務處官方網站（简体中文）
- 愛爾蘭駐華大使館官方網站（简体中文）（英文）